# 87. Infanterie-Brigade (Deutsches Kaiserreich)
Die 87. Infanterie-Brigade war ein von 1897 bis 1918 bestehender Großverband der Preußischen Armee.

## Geschichte
Die Brigade wurde zum 1. April 1897 im Zuge der Vergrößerung der Preußischen Armee in Thorn errichtet. Ihr waren die Infanterie-Regimenter Nr. 175 und 176 unterstellt. Gemeinsam mit der 69. und 70. Infanterie-, sowie der 35. Kavallerie-Brigade bildete sie die 35. Division des XVII. Armee-Korps.
Zum 1. Oktober 1912 schied das 8. Westpreußische Infanterie-Regiment Nr. 175 aus dem Brigadeverbund und wurde durch das Kulmer Infanterie-Regiment Nr. 141 ersetzt.

### Erster Weltkrieg
Mit Beginn des Ersten Weltkriegs wurde der Brigade zusätzlich bis zum 17. August 1914 durch das Pommersche Jäger-Bataillon „Fürst Bismarck“ Nr. 2 verstärkt. Im Verbund mit der 35. Infanterie-Division nahm die Brigade an der Ostfront unter anderem an den Schlachten bei Gumbinnen, Tannenberg, an den Masurischen Seen, bei Kutno, und um Łódź teil. Während der Kämpfe an der Rawka-Bzura trat das Infanterie-Regiment „von der Marwitz“ (8. Pommersches) Nr. 61 am 11. Mai 1915 bis Kriegsende zusätzlich unter das Brigadekommando.
Ende September 1915 verlegte die Brigade an die Westfront und war hier ab Mitte Oktober in die Stellungskämpfe zwischen Somme und Oise eingebunden. Nach der Teilnahme an der Schlacht an der Somme lagen die Truppen ab Ende November 1916 wieder in Stellungskämpfen und wirkten im April/Mai 1917 an der Schlacht bei Arras sowie Ende des Jahres an der Herbstschlacht in Flandern. Das Jahr 1918 war bis zum Waffenstillstand von Compiègne hauptsächlich durch weitere Stellungskämpfe in Flandern geprägt.
Nach Kriegsende wurde das Brigadekommando im Dezember 1918 aufgelöst. 

### Kommandeure
| Dienstgrad          | Name                         | Datum                                                     |
| ------------------- | ---------------------------- | --------------------------------------------------------- |
| Generalmajor        | Arnold Behm                  | 01. April 1897 bis 8. Juli 1900                           |
| Generalmajor        | Max Dieckmann                | 22. Juli 1900 bis 31. März 1903                           |
| Oberst              | Otto Hedicke                 | 01. April bis 17. April 1903 (mit der Führung beauftragt) |
| Generalmajor        | Otto Hedicke                 | 18. April 1903 bis 16. Januar 1905                        |
| Oberst              | Heinrich Scharch             | 27. Januar bis 15. März 1905 (mit der Führung beauftragt) |
| Generalmajor        | Heinrich Scharch             | 16. März 1905 bis 21. März 1907                           |
| Generalmajor        | Werner von Rostken           | 22. März 1907 bis 21. März 1910                           |
| Generalmajor        | Georg Hildebrandt            | 22. März 1910 bis 18. November 1911                       |
| Generalmajor        | Johannes von Hahn            | 19. November 1911 bis 23. November 1914                   |
| Oberst/Generalmajor | Walther von der Osten        | 24. November 1914 bis 10. Januar 1917                     |
| Oberst              | Paul Haehling von Lanzenauer | 11. Januar 1917 bis Oktober 1918                          |
| Oberstleutnant      | Karl von Keiser              | Oktober 1918 bis Kriegsende                               |

Das stellvertretende Brigadekommando wurde während der Mobilmachung in der Heimat von Anfang August 1914 bis Mitte Juli 1916 durch die Generalleutnante z. D. Friedrich von Ditfurth und anschließend über das Kriegsende hinaus bis Ende November 1918 durch Karl Brosius geführt.